# Nasza klątwa
Nasza klątwa – krótkometrażowy film dokumentalny w reżyserii Tomasza Śliwińskiego z 2013 roku. Film opowiada o pierwszych kilku miesiącach rodzicielstwa reżysera i jego żony, artystki Magdy Hueckel oraz o ich zmaganiach z rzadką, nieuleczalną i potencjalnie śmiertelną chorobą genetyczną ich synka, Leo. Cierpiący na tę chorobę, nazywaną klątwą Ondyny, po zaśnięciu przestają oddychać. 
W 2015 roku film otrzymał nominację do Oscara w kategorii Najlepszy Krótkometrażowy Film Dokumentalny.
Tomasz Śliwiński i Magda Hueckel przed Naszą klątwą nakręcili krótki, 6-minutowy film dokumentalny pt. Klątwa, o ciąży i związanych z nią nadziejach oraz o emocjach związanych z konfrontacją tych marzeń z informacją o urodzeniu chorego dziecka. Film pokazali Pawłowi Łozińskiemu, który zachęcił ich do nakręcenia bardziej osobistego dokumentu, poświęconego chorobie syna. Hueckel i Śliwiński zgodzili się, traktując proces kręcenia filmu jako formę terapii i nie planując go po upubliczniać. Kręcenie rozpoczęli pod koniec listopada 2010 roku, kiedy Leo miał ok. 2 miesięcy i przebywał jeszcze w szpitalu, kontynuowali je także w kwietniu, kiedy już ich syn, wraz z niezbędną mu do przeżycia aparaturą medyczną, mógł zamieszkać w domu. Po 6 miesiącach od nakręcenia materiału autorzy zdecydowali, że są gotowi podzielić się swoją historią z innymi i pokazać film publicznie, Śliwiński przystąpił do montażu materiału. Przedpremiera niepełnej wersji odbyła się 25 maja 2013 podczas Krakowskiego Festiwalu Filmowego, oficjalna premiera odbyła się 13 sierpnia 2013 roku na festiwalu filmowym w Locarno. 

## Nagrody i wyróżnienia
- nominacja do nagrody Silver Eye na Festiwalu East Silver Market (2013)
- nominacja do nagrody IDFA Międzynarodowego Festiwalu Filmów Dokumentalnych w Amsterdamie (2013)
- wyróżnienie w Konkursie Polskich Filmów Krótkometrażowych na Międzynarodowym Festiwalu Filmowym T-Mobile Nowe Horyzonty (2013)
- nagroda główna w kategorii film dokumentalny na Festiwalu Filmów Szkolnych EUREKA (2013)
- nagroda za Najlepszy Dokument na Międzynarodowym Festiwalu Filmów Krótkometrażowych ŻubrOFFka (2013)
- nagroda Najlepszy Dokument na Międzynarodowym Festiwalu Filmów Krótkometrażowych ASPEN SHORTSFEST (2014)
- Grand Prix na Festiwalu Short Waves Festival (2014)
- nagroda publiczności dla najlepszego filmu krótkometrażowego na Festiwalu Filmów Niezależnych IndieLisboa (2014)
- nagroda za Najlepszy Film Studencki i Nagroda Publiczności dla najlepszego filmu krótkometrażowego na festiwalu Sheffield Doc/Fest (2014)
- nagroda Nagroda za Najlepszy Dokument Krótkometrażowy na festiwalu Monterrey IFF (2014)
- nagroda Fundacji Denk an mich na festiwalu Look&Roll – Short Film Festival on Disability (2014)
- nagroda za Najlepszy Dokument Krótkometrażowy na festiwalu Raindance Film Festival (2014)
- nagroda za Najlepszy Dokument Studencki na festiwalu Chagrin Documentary Film Festival (2014)
- nagroda za Najlepszy Dokument na festiwalu Sapporo Short Fest (2014)
- nagroda za Najlepszy Dokument Krótkometrażowy na Woodstock Film Festival (2014)
- nagroda za Najlepszy Film Studencki na Heartland Film Festival (2014)
- wyróżnienie na IndieCork Film Festival (2014)
- wyróżnienie na Sleepwalkers – International Short Film Festival (2014)
- nagroda za Najlepszy Dokument Krótkometrażowy na festiwalu BogoShorts (2014)
- nagroda za Najlepszy Dokument Studencki na Irvine International Film Festival (2014)
- nagroda za Najlepszy Dokument na Festiwalu Filmowym Solanin (2014)
- nominacja do Oscara za najlepszy film dokumentalny krótkometrażowy (2015)